# Вардан Мілітосян
Вардан Мілітосян (13 червня 1950 — 29 квітня 2015) — вірменський важкоатлет.
Срібний призер Олімпійських Ігор 1976 року в категорії до 75 кг.
Срібний призер Чемпіонату світу 1976 (до 75 кг), 1978 (до 75 кг) років.
Чемпіон Європи 1976 -75 kg, 1978 -75 kg років.
Срібний призер Чемпіонату СРСР 1979 року, бронзовий 1975 року.